# Valdemar Lützen
Valdemar Lützen (født 8. oktober 1878 i Tórshavn, død 9. november 1957) var en færøsk købmand og politiker (SB). Han var handelsuddannet. Han var Tórshavns borgmester 1925–1928 for listen Føroya Væl, som er Sambandsflokkurins lokalafdeling i Suðurstreymoy. Han var hverken medlem af kommunalbestyrelsen før eller efter sin borgmesterperiode.
Lützen var britisk konsul på Færøerne 1921–1944.